# 趙海一
趙海一（：／ Cho Hae-il，1941年4月18日—2020年6月19日），韩国小说家。

## 生平
1941年生于哈尔滨。1945年回国后在首尔长大。1965年毕业于慶熙大學国文专业，研究生毕业后留校任教。1970年，处女作《每天死的人》被《中央日报》新春文艺采用，初露文坛。他之后的小说通常着眼于事物的某一方面，从而讽刺整个社会的矛盾和不道德现象。
2020年6月19日逝世。

## 主要作品
| 出版年份 | 原文名 | 中文译名       |
| -------- | ------ | -------------- |
| 1972年   |        | 《角》         |
| 1972年   |        | 《亚美利加》   |
| 1973年   |        | 《铁外衣》     |
| 1976年   |        | 《冬女》       |
| 1976年   |        | 《每天死的人》 |